# Curon Venosta
Graun im Vinschgau (tiếng Ý: Curon Venosta; Latin: Corona) là một đô thị ở tỉnh Bolzano-Bozen trong vùng Trentino-Alto Adige/Südtirol của Ý, có vị trí cách khoảng 90 km về phía tây bắc của Trento và khoảng 70 km về phía tây bắc của Bolzano, ở biên giới với Áo và Thụy Sĩ. Tại thời điểm ngày 31 tháng 12 năm 2004, đô thị này có dân số 2.397 người và diện tích là 210,5 km².
Đô thị Graun im Vinschgau có các đơn vị cấp dưới: Curon (Graun), Vallelung (Langtaufers), Resia (Reschen) và San Valentino (St. Valentin).
Graun im Vinschgau giáp các đô thị: Mals, Kaunertal (Áo), Nauders (Áo), Pfunds (Áo), Sölden (Áo), Ramosch (Thụy Sĩ), Sent (Thụy Sĩ), và Tschlin (Thụy Sĩ).
Đô thị này giáp hồ Resia nhân tạo.